# 정성훈 (성우)
정성훈(鄭聖勳, 1978년 11월 1일 ~ )은 한국의 남자 성우다. 2008년 KBS 33기 공채 성우로 데뷔했다.

## 출연작품

### TV 애니메이션
- 마스크 마스터즈 (KBS) - 지엘로건 外
- 내 친구 반인반어 - 가재교관, 닥터
- 명탐정 코난 (애니맥스) - 권용욱, 한준, 감독, 할아버지, 한상우
- 미아 앤 미 (KBS KIDS) - 모 外
- 스타워즈 반란군 (애니박스) - 칼루스
- 오늘도 빵쇼 (애니맥스) - 오스카
- 웨딩피치 (투니버스) - 버블마, 타라시
- 키테레츠 대백과 (카툰네트워크) - 부부강도단 外
- 피터 팬 (EBS) - 머핀 할아버지
- 헌터X헌터 리메이크 (애니맥스) - 니케스
- 명탐정 코난 14기 (투니버스) - 박민성
- 힐다 (넷플릭스) - 나무인간, 한밤의 거인, 거름매니저, 데이비드 아빠, 바텔, 크레이기, 엘프, 우체국 국장

### 극장판 애니메이션
- 개구쟁이 스머프 2 (MOVIE) - 해커스 (J.B. 스무브)
- 더 자이언트 (MOVIE)
- 시간을 달리는 소녀 - 카토 / 아빠
- 엘리노의 비밀 (MOVIE) - 에드리안 할아버지
- 몬스터 호텔2 (MOVIE)

### 외화

#### 드라마
- 닥터 후 시즌4 스페셜 (KBS) - 사이버리더 / 경찰
- 닥터 후 시즌5 (KBS) - 마르코, 디켄
- 토치우드 시즌4(KBS) - 경호원 外
- 리얼 휴먼 (KBS) - 프레드 (데이비드 레네만), 말테(지미 린드스트롬)
- 삼국지 (KBS) - 조흥, 변희, 사마소, 진밀, 이풍
- 삼국지 극장판 (CHING) - 손책 , 조인
- 신드바드 (KBS) - 칼리드 (아키 리스)
- 천사의 손길 (평화방송)
- 초한지 (KBS) - 항장
- 넥스트 인 라인 (Telenovela) - 토니
- X파일 시즌 10 (캐치온, OCN (텔레비전 채널)) - 대릴 랜드리
- 울트라맨 오브 (대교어린이TV) - 가이 (울트라맨 오브)
- 더 바이블 컬렉션 (평화방송)
- 팔콘과 윈터 솔져 - 버키 반즈 / 윈터 솔저(세바스티안 스탄)

#### 영화
- 그린 존 (KBS) - 프레디 (칼리드 압달라)
- 나의 그리스식 웨딩 (KBS) - 안젤로 (조이 파튼)
  - 나의 그리스식 웨딩 2 (KBS) - 안젤로 (조이 파튼)
- 당신이 잠든 사이에 (KBS) - 달톤 클라크 (제임스 크라그)
- 더 레이디 (KBS) - 우윈테잉 (산 르윈)
- 덤 앤 더머 (KBS) - 바바리 남(프레드 스톨러)
- 배트맨 2 (KBS) - 피에로(그레고리 스콧 커민스) / 기자
- 버틀러 (KBS) - 하워드 (테렌스 하워드) / 토마스 웨스트폴 (알렉스 페티퍼) / 버락 오바마
- 병 속에 든 편지 (KBS) - 데이빗(스티븐 에크홀트) / 조니의 친구(그렉 트르자스코프스키)
- 본 아이덴티티 (KBS) - 이먼 (팀 듀튼) / 대니 존(게이브리얼 맨)
- 본 슈프리머시 (KBS) - 커릴 (칼 어번) / 대니 존(게이브리얼 맨)
- 빅 피쉬 (KBS) - 노더 윈슬로우 (스티브 부세미) / 돈(데이비드 덴맨)
- 스타워즈 에피소드 7:깨어난 포스 (MOVIE) - 포 다메론 (오스카 아이작)
- 아이덴티티 (KBS) - 래리(존 호크스)
- 아이언 맨3 - 에릭 사빈 / 콜드 블러드
- 알라딘 - 야말
- 오만과 편견 (KBS) - 위컴 (루퍼트 프렌드)
- 인 굿 컴퍼니 (KBS) - 엔리케 콜론 (타이 버렐)
- 캐치 미 이프 유 캔 (KBS) - 톰 폭스 형사 (프랭크 존 휴즈)
- 캡틴 아메리카: 윈터 솔져 (MBC)/캡틴 아메리카: 시빌 워/퍼스트 어벤저/앤트맨/블랙 팬서/어벤져스: 인피니티 워/어벤져스: 엔드게임 - 버키 반즈 (윈터 솔저)(세바스찬 스탠)
- 터미네이터 제니시스 (KBS) - 스카이넷(맷 스미스)
- 리그 오브 레전드 (League Of Legend) - 요네

### 게임
- 거울전쟁:신성부활 - 실버린
- 네임리스 - 호빈
- 던전 앤 파이터 - 캡틴 루터
- 도타 2 - 그림자 주술사, 비사지
- 디아블로 3 : 영혼을 거두는 자 - 우르자엘
- 라이프 온라인
- 마비노기 영웅전 - 루더렉
- 베르카닉스
- 삼국지를 품다 - 조자룡
- 아이온
- 영웅의 군단
- 카오스 온라인 - 오블리, 네파 툼
- 프리스타일 풋볼
- 사이버펑크 2077 - 조니 실버핸드
- 블루 프로토콜 - 발디건

### 다큐 및 교양
- 물을 찾아 떠나는 오지여행 (TBC)
- 자동차 산업 새로운 빅뱅 (UBS)
- 현대사의 결정적 순간 (TV조선)
- E.NEWS 스타의 이색전직 Best Of Best (tvN)
- 글로벌 다큐멘터리 히든킹덤 (KBS)
- 동물의 왕국 - 시베리아 호랑이 보존 프로젝트 (KBS)
- 영재의 사생활 (SKY ICT)
- 붕어낚시 월척특급 (FTV)
- SBS 스페셜 <저격 본능 - #강남패치#신상털기#SNS> (SBS)
- 설특선 KBS 대기획 디렉터스컷 <환생 2편-가객 김광석, 다시 무대에 서다> (KBS)
- SBS 스페셜 <사건번호 2016헌나1> (SBS)
- 영화가 좋다 (SBS)
- 시사기획 창 <임시정부 수립 100주년 특집 - 밀정 1부 배신의 기록> (KBS)

### 라디오 드라마

#### KBS
라디오 여행기 (KBS 3라디오)
- 2012.02.29 ~ 2012.04.05 최인석 作 실크로드에서 까레이스키를 만나다 -  낭독

소설극장 (KBS 3라디오)
- 2008.01.15 ~ 2008.04.20 최인호 作 겨울 나그네 - 노인 / 택시 운전사 / 상점 주인 役
- 2008.04.21 ~ 2008.07.28 이경자 作 혼자 눈 뜨는 아침 - 택시 기사 / 경비 / 철학자 / 찬수 친구 役
- 2008.07.29 ~ 2008.09.22 김탁환 作 열하광인 - 정조 役
- 2008.09.23 ~ 2008.11.14 이선미 作 내사랑 원더우먼 - 아버지 / 경찰 / 박차장 役
- 2008.11.15 ~ 2009.01.22 김하인 作 아침인사 - 정우영 役
- 2009.01.23 ~ 2009.10.01 이병주 作 지리산 - 하영근 / 이히즈카 / 박두경 / 박우종 / 김경주 / 황명길 / 김복흥 役 외
- 2009.10.02 ~ 2009.11.29 신경숙 作 리진 - 기 드 모파상 役
- 2009.11.30 ~ 2010.01.05 김훈 作 남한산성 - 김상용 / 군관 / 정명수 / 비장 / 관원 / 군졸 / 사관 / 노인 役

라디오 극장 (KBS 한민족 방송)
- 2008.03.01 ~ 2008.03.31 최재도 作 마하진단국 - 하종훈 役
- 2008.07.01 ~ 2008.07.31 김려령 作 완득이 - 우식 / 노인 / 사장 / 남자 役
- 2008.09.01 ~ 2008.09.30 조창인 作 등대지기 - 남자 / 명환 役
- 2008.12.01 ~ 2008.12.31 이청준 作 아리아리강강 - 일본인1 / 김 처사(12.05) / 안도 반장 / 형사 / 사내2 役
- 2009.01.01 ~ 2009.01.31 리지명 作 삶은 어디에 - 남3 / 남2 / 남5 / 친구 / 남4 / 태명록 / 마윤 役
- 2009.03.01 ~ 2009.03.31 권지예 作 정인 - 항아 할아버지 / 사내 役
- 2009.02.01 ~ 2009.02.28 김주영 作 아라리 난장 - 윤종갑 役
- 2009.04.01 ~ 2009.04.30 이문열 作 황제를 위하여 - 산승 / 신선 / 유민2 / 척대야 / 두충 役
- 2009.05.01 ~ 2009.05.31 신경숙 作 엄마를 부탁해 - 이은규 役
- 2009.06.01 ~ 2009.06.30 송은일 作 사랑을 묻다 - 슈레이 / 부용 아버지 役
- 2009.07.01 ~ 2009.07.31 심훈 作 상록수 - 사회 / 장로 役
- 2009.08.01 ~ 2009.08.31 이상민 作 빨간 자전거 - 인호 아버지 役
- 2009.09.01 ~ 2009.09.30 강인수 作 어부의 노래 - 현준 役
- 2009.10.01 ~ 2009.10.31 현진건 作 무영탑 - 스님1 / 제자2 / 싹불 / 문지기 役
- 2009.11.01 ~ 2009.11.30 윤지강 作 난설헌, 나는 시인이다 - 사공 / 두보 '시 낭송' / 청지기 役
- 2009.12.01 ~ 2009.12.31 김정현 作 고향 사진관 - 삼촌 / 친구 / 의사 役
- 2010.04.01 ~ 2010.04.30 김영하 作 검은 꽃 - 박정훈 役
- 2010.07.01 ~ 2010.07.31 권비영 作 덕혜옹주 - 갑수 役 '1~2회'
- 2010.08.01 ~ 2010.08.31 김성종 作 최후의 증인 - 최씨 役
- 2014.10.01 ~ 2014.10.31 윤고은 作 밤의 여행자들 - 황준모

라디오 독서실 (KBS 2라디오)
- 2008.02.17 윤순례 作 상사화 - 중년 남 役
- 2008.03.09 김경욱 作 99퍼센트 - 사장 役
- 2008.03.16 우애령 作 아직도 사랑하는가 - 점쟁이 役
- 2008.04.20 김영하 作 아이스크림 - 주인役
- 2008.05.18 박경리 作 불신시대 - 예배 사회자 役
- 2008.06.01 박지원 作 허생전 - 하인2 役
- 2008.06.08 현진건 作 운수 좋은 날 - 학생 役
- 2008.06.15 최인훈 作 광장 - 태식 役
- 2008.07.06 김동인 作 감자 - 거지 役
- 2008.07.13 이혜경 作 물 한모금 - 노인 役
- 2008.07.27 윤흥길 作 장마 - 삼촌 役
- 2008.08.03 김승옥 作 무진기행 - 남2 役
- 2008.09.14 전상국 作 우상의 눈물 - 친구2 役
- 2008.09.21 성석제 作 황만근은 이렇게 말했다 - 황동수 役
- 2008.09.28 김동리 作 무녀도 - 현목사 役
- 2008.11.30 이문열 作 금시조 - 박교수 役
- 2009.01.11 김금희 作 너의 도큐먼트 - 남자 役
- 2009.01.25 최문애 作 실종 - 5급 팀장 役
- 2009.02.08 김연수 作 산책하는 이들의 다섯가지 즐거움 - 의사 役
- 2009.02.15 임철우 作 사평역 - 노인 役
- 2009.03.01 선우휘 作 불꽃 - 연호 役
- 2009.03.08 박상우 作 인형의 마을 - 법사 役
- 2009.03.15 조해진 作 그리고, 일주일 - 외국인 役
- 2009.04.05 현기영 作 순이 삼촌 - 큰당숙 役
- 2009.04.26 정미경 作 성스러운 봄 - 의사 役
- 2009.05.03 함세덕 作 동승 - 정심 役
- 2009.05.24 안도현 作 연어 - 턱큰 연어 役
- 2009.05.31 서하진 作 착한 가족 - 구성진 役
- 2009.06.28 염승숙 作 채플린, 채플린 - 여봇씨요 役
- 2009.07.12 김숨 作 투견 - 투견장 해설 役
- 2009.07.26 김미월 作 서울 동굴 가이드 - 중늙은이 役
- 2009.08.02 셰익스피어 作 한 여름밤의 꿈 - 티시어스 役
- 2009.08.16 이호철 作 판문점 - 외국기자 役
- 2009.09.06 편혜영 作 토끼의 묘 - 박사 役
- 2009.09.13 윤후명 作 별을 사랑하는 마음으로 - 남환자1 役
- 2009.09.20 정한아 作 마테의 맛 - 아버지 役
- 2009.10.11 주요섭 作 아네모네의 마담 - 학생 役
- 2009.10.25 전경린 作 바다엔 젖은 가방들이 떠다닌다 - 부장 役
- 2009.11.01 정이현 作 낭만적 사랑과 사회 - 그 役
- 2009.11.15 김지숙 作 스미스 - 할아버지 役
- 2009.11.22 김경욱 作신에게는 손자가 없다 - 교장 役
- 2009.12.13 백가흠 作그리고 소문은 단련된다 - 강형사 役
- 2009.12.20 윤영선 作 여행 - 김대철 役
- 2009.12.27 김훈 作 화장 - 사장 役
- 2010.02.14 김부식 作 호동왕자와 낙랑공주 - 대무신왕 役
- 2010.02.21 박민규 作 아침의 문 - 영감 役
- 2010.06.06 배명훈 作 안녕, 인공존재 - 앤디 役
- 2011.03.20 박형서 作 자정의 픽션 - 성범수 役
- 2012.08.26 이영훈 作 모두가 소녀시대를 좋아해 - 경찰관 役
- 2014.09.21 표명희 作 심야의 소리 - A 役

라디오 문학관 (KBS 한민족 방송)
- 2015.08.23 양수련 作 호텔마마 - 나 役
- 2016.08.28 송시우 作 좋은 친구 - 이진명 役
- 2017.06.18 강화길 作 호수 - 다른 사람 - 이한 役

KBS 무대 (KBS 한민족 방송)
- 2008.04.19 떠나가는 배 - 경찰 役
- 2008.05.03 갈릴레오를 아십니까? - 직원1 役
- 2008.05.24 사돈열전 - 사회 役
- 2008.06.14 봄이 가기 전에 - 경찰 役
- 2008.06.21 다방과 다방 사이 - 깡패1 役
- 2008.06.28 모르는 여자 - 정선생 / 경비 役
- 2008.08.02 무지개가 뜨는 집 - 사진사 役
- 2008.08.30 인연 - 학생1 役
- 2008.09.13 그대 다시는 고향에 가지 못하리 - 남자 役
- 2008.11.01 바다로 간 달팽이 - 사람3 役
- 2008.12.06 투명인간 - 맞선남 役
- 2008.12.13 기생 월향 - 사단칠정 살인사건 - 범인 役
- 2009.01.31 당신이 잠든 사이에 - 해설자 役
- 2009.02.21 소풍 - 남자1 役
- 2009.03.07 교수님, 행복하십니까? - 친구 役
- 2009.03.14 한계령 - 사채업자 役
- 2009.04.18 장모님의 아파트 - 김서방 役
- 2009.04.25 세월을 닮은 사랑 - 성준 役
- 2009.05.23 백만번째 사랑 - 왕 役
- 2009.06.06 낙타의 눈물 - 상인 役
- 2009.07.18 my 스텝파더 - 순경 役
- 2009.08.15 폭우 - 강형사 役
- 2009.09.12 아버지의 기억 - 의사1 役
- 2009.10.03 보름달이 뜰 때 - 김씨 役
- 2009.10.10 충견(忠犬), 짖다 - 기자 役
- 2009.10.31 선녀와 나무꾼 - 친구1 役
- 2009.11.14 그 남자의 가을 - 광수 役
- 2009.12.05 맏이 - 남자 役
- 2010.02.27 내 친구, 이병수 - 영환 役
- 2010.04.17 내게도 사랑이 - 영준 役
- 2012.11.17 얼굴 - 아들 役
- 2013.03.23 눈물꽃 - 필구 役
- 2013.11.02 친절한 동방빈 - 신지식 役
- 2014.11.29 가족의 탄생 - 노장은 役
- 2015.07.25 두 번의 살인 - 유종기 役
- 2016.02.27 컨츄리 라디오 - 정유식 役
- 2017.03.11 카페 W - 마스터 役
- 2019.05.25 감의 세계 - 배진수 役
- 2021.03.20 휴먼스틸러 - 송정한 役

신성원의 문화읽기 (KBS 1라디오)
- 2008.06.29 스티븐 킹 作 안개
- 2008.09.21 스타니스와프 렘 作 사이버리아드
- 2008.10.05 쓰쓰이 야스타카 作 가족팔경
- 2008.11.09 코맥 매카시 作 노인을 위한 나라는 없다
- 2008.11.23 도스토옙스키 作 카라마조프 가의 형제들
- 2008.11.30 톨스토이 作 안나 카레니나
- 2008.12.07 안톤 체호프 作 갈매기, 벚꽃 동산
- 2008.12.14 보리스 파스테르나크 作 닥터 지바고
- 2008.12.21 솔제니친 作 이반 데니소비치 수용소의 하루
- 2009.01.04 너새니얼 호손 作 주홍글자
- 2009.01.11 마크 트웨인 作 허클베리 핀의 모험
- 2009.01.18 스콧 피츠제럴드 作 위대한 개츠비
- 2009.01.25 존 스타인벡 作 분노의 포도
- 2009.02.01 커트 보니것 作 제 5 도살장
- 2009.02.08 토니 모리슨 作 빌러비드
- 2009.02.15 폴 오스터 作 달의 궁전
- 2009.02.22 이창래 作 영원한 이방인
- 2009.03.01 루쉰 作 고사신편
- 2009.03.08 장아이링 作 경성지련
- 2009.03.15 위화 作 인생
- 2009.03.22 가오싱젠 作 영혼의 산
- 3009.03.29 모옌 作 홍까오량 가족
- 2009.04.12 홍루몽
- 2009.04.19 유림외사
- 2009.04.26 요재지이
- 2009.05.03 파스칼 作 팡세
- 2009.05.10 빅토르 위고 作 파리의 노트르담
- 2009.05.17 귀스타브 플로베르 作 마담 보바리
- 2009.05.24 앙리 바르뷔스 作 지옥
- 2009.05.31 장폴 샤르트르 作 벽
- 2009.06.07 로맹 가리 作 자기 앞의 생
- 2009.06.14 파트리크 모디아노 作 어두운 상점들의 거리
- 2009.06.28 미셸 우엘베크 作 소립자
- 2009.07.05 미겔 데 세르반테스 作 돈 키호테
- 2009.07.12 미겔 데 우나무노 作 안개
- 2009.07.19 후안 호세 미야스 作 그림자를 훔친 남자
- 2009.07.26 보르헤스 作 픽션들
- 2009.08.02 안토니오 스카르메타 作 네루다의 우편 배달부
- 2009.08.09 이사벨 아옌데 作 영혼의 집
- 2009.08.16 라우라 에스키벨 作 달콤 쌉싸름한 초콜릿
- 2009.08.23 마누엘 푸익 作 거미여인의 키스
- 2009.08.30 루이스 세풀베다 作 연애소설 읽는 노인
- 2009.09.06 오정희 作 완구점 여인
- 2009.09.13 황석영 作 삼포 가는 길
- 2009.09.20 박완서 作 그대, 아직도 꿈꾸고 있는가
- 2009.09.27 이문열 作 금시조, 우리들의 일그러진 영웅
- 2009.10.04 신경숙 作 풍금이 있던 자리, 배드민턴 치는 여자
- 2009.10.11 김영하 作 나는 나를 파괴할 권리가 있다
- 2009.10.18 정이현 作 낭만적 사랑과 사회
- 2009.10.25 김애란 作 달려라 아비

대한민국 경제실록 (KBS 1라디오)
- 2010.04.19 ~ 2010.07.20 제1화 IMF가 있었다 (정몽구 외)
- 2010.07.21 ~ 2010.09.21 제2화 세계경영, 그 꿈과 좌절의 기록들 (앨런 페리튼)
- 2011.04.21 ~ 2011.06.17 제7화 한국경제의 대동맥 경부고속도로 (황훈석)

다큐멘터리 역사를 찾아서 (KBS 1라디오)
- (연기)

특집기획 라디오 다큐멘터리, 라디오 드라마 (KBS)
- 2008.06.22 6.25 특집, 우리는 재일학도의용군입니다. - 남자 役
- 2008.08.15 8.15 특별기획 <대한민국 60년, 한민족 방송 60년> - PD 役
- 2009.03.03 공사창립 36주년 특집 다큐멘타리 <사랑을 나누는 탈북자들 또 하나의 등불이 되다> - 종훈 役
- 2009.04.13 대한민국 임시 정부 수립 90주년 기념 특집 다큐멘터리 <임정비화, 대한민국을 만든 사람들> -백범 김구 役
- 2009.08.15 8.15 특집 다큐멘터리 <한국, 한국인 일본의 영웅이 되다> - 기사 낭독
- 2009.12.27 KBS 전주 특집 다큐멘터리 <조선의 여인 저는 김삼의당입니다> - 해설

#### 여수 MBC
여수 MBC 창사 40주년 특집 드라마 <보리밭에 달이 뜨고> (여수 MBC)
- 2010.08.16 01부 - 1909년, 천형(天刑)의 족쇄를 풀다 (환자)
- 2010.08.17 02부 - 조선 한센인의 형제, 닥터 윌슨 (김태옥)
- 2010.08.18 03부 - 손수레 탄 나환자들의 아버지, 최흥종 (김필수)
- 2010.08.19 04부 - 애양원, 그 약속의 땅을 찾아서 (비더울프)
- 2010.08.20 05부 - 슬픈 사슴의 섬, 소록도 (환자)
- 2010.08.23 06부 - 청년 이춘상, 일제의 심장을 겨누다 (이길용)
- 2010.08.24 07부 - 화해의 순교자, 손양원 (환자)
- 2010.08.25 08부 - 혼돈을 넘어 정착의 땅으로 (보이얼 원장)
- 2010.08.26 09부 - 오마도의 진실 (김형주)
- 2010.08.27 10부 - 광기의 시대, 한센인 학살 사건 (환자)

#### 국악방송
2015.10.05 ~ 2015.12.25 2015 국악방송 라디오 드라마 설야 (雪夜)
- 유득추, 체부, 시종, 청소년 득추, 피란민3, 임금, 악공2, 악사1, 악사2, 관원, 악인4, 박전악, 손님, 도박꾼2, 진 도박꾼, 사내2, 사람 役

### 드라마 CD
- Magic (ACO) - 연구선생
- How Deep Is Your Love (ACO) - 이영진
- 눈물의 맛 (ACO) - 이수한
- 드레시 리버스 (夜海) - 우동주
- 드레시 리버스 그 후의 이야기 (夜海) - 우동주
- 현호색 (DIIVAA) - 치앙
- Kill The Lights (夜海) - 빅 프록터 감독 外
- The Game (夜海) - 민승조
- The Jara Vol. 25 (夜海)
- 매리제인 (ACO) - 지승준

### 오디오 드라마
- 셜록홈즈 (라툰) - 마부 外
- 살인자 (라툰) - 이현창
- 홍도 (Audien)
- 정도전 (Audien)
- 직필 (Audien)
- 빛나거나 미치거나 (Audien)
- 크리스마스 캐럴 (Audien)
- 차라리 죽지 그래 (Audien)
- 10억 연봉에 도전하는 세일즈맨이 되다 (Audien)
- 사라져 가는 것들의 안부를 묻다 (Audien)
- 다윈의 서재 (Audien)
- 다윈의 식탁 (Audien)
- 스페인은 가우디다 (Audien)